# Palaehydropsyche fossilis
Palaehydropsyche fossilis is een fossiele soort schietmot uit de familie Hydropsychidae.